# Национальная ассамблея ДР Конго
Национальная ассамблея — нижняя палата Парламента Демократической Республики Конго. Законодательный орган был создан в рамках конституции от 2006 года.
Расположена в Народном дворце в Киншасе.

## История
После провозглашения независимости страны в 1960 году Национальная ассамблея являлась однопалатным парламентом. В преддверии выборов 2006 года был назначен законодательный орган — Переходная национальная ассамблея, в состав которой входили представители разных сторон мирного соглашения, положившего конец Второй конголезской войне.

## Избирательная система
Национальная ассамблея избирается каждые 5 лет всеобщим голосованием. Есть 500 мест, 61 член парламента избирается в одномандатных округах, а остальные 439 избираются в многопартийных округах по открытому списку.